# 克劳斯 (福拉尔贝格州)
克劳斯（德語：Klaus）是奥地利福拉尔贝格州费尔德基希县的一个市镇。总面积5.24平方公里，总人口3022人，人口密度576.7人/平方公里（2005年）。